# Tade Ojora
Tade Ojora  (* 14. Oktober 1999 in London) ist ein britischer Hürdenläufer, der sich auf den 110-Meter-Hürdenlauf spezialisiert hat.

## Sportliche Laufbahn
Erste internationale Erfahrungen sammelte Tade Ojora im Jahr 2019, als er bei den U23-Europameisterschaften in Gävle bis ins Halbfinale über 110 Meter Hürden gelangte und dort disqualifiziert wurde. Zudem begann er im selben Jahr ein Studium an der University of Southern California in den Vereinigten Staaten. 2021 belegte er dann bei den U23-Europameisterschaften in Tallinn in 13,45 s den vierten Platz. Im Jahr darauf kam er bei den Commonwealth Games in Birmingham mit 13,76 s nicht über den Vorlauf hinaus und 2023 schied er bei den Weltmeisterschaften in Budapest mit 13,43 s im Halbfinale aus. Im Jahr darauf kam er bei den Hallenweltmeisterschaften in Glasgow mit 7,78 s nicht über den Vorlauf über 60 Meter Hürden hinaus und im Juni schied er bei den Europameisterschaften in Rom mit 13,76 s im Halbfinale aus. Anschließend schied er auch bei den Olympischen Sommerspielen in Paris mit 13,47 s im Semifinale aus.
In den Jahren von 2021 bis 2023 wurde Ojora britischer Meister im 110-Meter-Hürdenlauf und 2024 wurde er Hallenmeister über 60 Meter Hürden.

## Persönliche Bestzeiten
- 110 m Hürden: 13,26 s (+1,3 m/s), 23. Juni 2023 in Fayetteville
  - 60 m Hürden (Halle): 7,53 s, 11. Februar 2023 in Clemson